# Hlînsk, Romnî
Hlînsk (în ucraineană Глинськ) este localitatea de reședință a comunei Hlînsk din raionul Romnî, regiunea Sumî, Ucraina.

## Demografie
Componența lingvistică a localității Hlînsk
     Ucraineană (97,16%)
     Rusă (2,18%)
     Alte limbi (0,66%)
Conform recensământului din 2001, majoritatea populației localității Hlînsk era vorbitoare de ucraineană (97,16%), existând în minoritate și vorbitori de rusă (2,18%).